# 龔都
龔 都（きょう と、生没年不詳）は、中国後漢末期に汝南で活動した賊将。

## 生涯
建安5年（200年）7月、袁紹の下にいた劉備は、その下を離れることを望み、名目として荊州牧劉表と連携することを進言。その思惑通りに指示を受けた劉備は、敵対する曹操軍の後方に当たる汝南へ向かい、同地の賊徒である龔都の軍と合流。その勢力は数千人に上った。曹操は蔡陽を派遣したが、撃ち破られた。
建安6年（201年）9月、曹操が自ら討伐に向かうと、劉備は劉表の下へと逃走した。龔都の軍勢は四散し、その後の動向は不明。

## 三国志演義
小説『三国志演義』では劉辟と共に、黄巾党の残党として登場。初めは袁紹に帰順していたが（第26回）、劉備の軍勢が南下してくると彼らと行動を共にする（第28回）。
劉備が許昌攻略を図り、曹操軍と対峙している最中、龔都は汝南から食糧の運搬を担当していたが、曹操の別軍によって襲撃を受ける。張飛が救援に向かうが、駆けつけた時には既に夏侯淵によって殺されていた（第31回）。